# Gabriel Blamo Jubwe

Wappen von Gabriel Blamo Snosio Jubwe

Gabriel Blamo Snosio Jubwe (* 7. September 1958 in Lagos, Britisch-Westafrika) ist ein nigerianisch-liberianischer römisch-katholischer Geistlicher und Erzbischof von Monrovia.

## Leben
Gabriel Blamo Jubwe studierte Philosophie und Katholische Theologie am Priesterseminar St. Paul in Gbarnga. Am 18. Dezember 1983 empfing er das Sakrament der Priesterweihe für das Erzbistum Monrovia.
Jubwe war nach der Priesterweihe zuerst drei Jahre im Erzbistum Monrovia in der Pfarrseelsorge tätig. 1986 wurde er für weiterführende Studien nach Rom entsandt, wo er 1991 am Päpstlichen Athenaeum Sant’Anselmo bei Marcel Rooney OSB mit der Arbeit „Qui oblatione corporis sui antiqua sacrificia in crucis veritate perfecit“. A liturgical-theological enquiry into the paschal sacrifice of Christ in the Lenten-Easter euchologies of the Missale Romanum of Paul VI. („‚Qui oblatione corporis sui antiqua sacrificia in crucis veritate perfecit‘. Eine liturgisch-theologische Untersuchung des österlichen Opfers Christi in den Fasten- und Ostereuchologien des Missale Romanum Pauls VI.“) im Fach Liturgiewissenschaft promoviert wurde. Nach der Rückkehr in seine Heimat im Jahr 1992 wirkte Jubwe zunächst als Pfarradministrator der Kathedrale Sacred Heart in Monrovia und als Direktor des diözesanen Pastoralzentrums sowie als Mitglied des Inter-Religious Council of Liberia und der Kommission für Gerechtigkeit und Frieden beim Liberian Council of Churches, bevor er 1996 Rektor des Kleinen Seminars Queen of Apostles und Regens des propädeutischen Seminars St. Charles Lwanga in Monrovia wurde. Zusätzlich war er von 1996 bis 2000 Generalvikar des Erzbistums Monrovia und von 1998 bis 2001 auch Generalsekretär der Katholischen Bischofskonferenz von Liberia. Danach fungierte er als Direktor der Päpstlichen Missionswerke in Liberia (1999–2004) und als Regens des Priesterseminars St. Paul in Gbarnga (2001–2007). Darüber hinaus gehörte er von 2006 bis 2021 dem Konsultorenkollegium des Erzbistums Monrovia an. Ab 2007 war Jubwe Pfarrer der Pfarrei St. Pius X. Zudem leitete er ab dem 1. Oktober 2021 das Erzbistum Monrovia während der Sedisvakanz als Diözesanadministrator.
Am 28. Februar 2024 ernannte ihn Papst Franziskus zum Erzbischof von Monrovia. Der Apostolische Nuntius in Liberia, Erzbischof Walter Erbì, spendete ihm am 4. Mai desselben Jahres in der Kathedrale Sacred Heart in Monrovia die Bischofsweihe; Mitkonsekratoren waren der Bischof von Makeni, Bob John Hassan Koroma, und der Bischof von Gbarnga, Anthony Fallah Borwah.

## Schriften
- „Qui oblatione corporis sui antiqua sacrificia in crucis veritate perfecit“. A liturgical-theological enquiry into the paschal sacrifice of Christ in the Lenten-Easter euchologies of the Missale Romanum of Paul VI. Pontificio Ateneo Sant’Anselmo, Rom 1991, OCLC 1203843619.